# Calathea violacea
Calathea violacea är en strimbladsväxtart som först beskrevs av William Roscoe, och fick sitt nu gällande namn av John Lindley. Calathea violacea ingår i släktet Calathea och familjen strimbladsväxter. Inga underarter finns listade.